# Natație la Jocurile Olimpice de vară din 1896 - 100 m liber (masculin)
Proba de natație 100 de metri liber masculin a fost una dintre cele patru probe de înot din programul de la Jocurile Olimpice de vară din 1896. Proba de 100 de metri liber a fost prima dintre probele de înot. Zece înotători s-au înscris în cursă. Cei doi concurenți din Austro-Ungaria au terminat pe primele două locuri, dar nu există valori înregistrate pentru a separa locurile pe care s-au clasat ceilalți opt concurenți. Alfréd Hajós din Ungaria l-a învins pe Otto Herschmann din Austria cu aproximativ o jumătate de metru, ceilalți înotători fiind mult în urmă. Steagul maghiar a fost arborat, dar fanfara a început să cânte imnul austriac (Gott erhalte Franz den Kaiser) până când maghiarul a cântat imnul maghiar (Himnusz).

## Formatul competiției
Competiția a presupus o singură cursă, în care toți înotătorii au concurat în același timp. Înotătorii erau duși cu vaporul în golf, unde înotau spre țărm. Balizele marcau linia de start, dovleci goi (care aveau tendința de a se mișca) marcau traseul, iar un steag roșu marca linia de sosire.

## Program
| Dată                     | Dată                    | Oră   | Etapă  |
| Gregorian                | Iulian                  | Oră   | Etapă  |
| ------------------------ | ----------------------- | ----- | ------ |
| Sâmbătă, 11 aprilie 1896 | Sâmbătă, 30 martie 1896 | 11:00 | Finală |

## Finală
| Loc  | Sportiv                                   | Țară                       | Timp       |
| ---- | ----------------------------------------- | -------------------------- | ---------- |
| 1    | Alfréd Hajós                              | Ungaria                    | 1:22,2     |
| 2    | Otto Herschmann                           | Austria                    | 1:22,8     |
| 3–10 | Georgios Anninos                          | Grecia                     | Necunoscut |
| 3–10 | Efstathios Chorafas                       | Grecia                     | Necunoscut |
| 3–10 | Alexandros Chrysafos                      | Grecia                     | Necunoscut |
| 3–10 | Gardner Williams                          | Statele Unite ale Americii | Necunoscut |
| 3–10 | Alți 4 sportivi, numele nu sunt cunoscute | Grecia                     | Necunoscut |